# Pauwoogwaterschildpadden
Pauwoogwaterschildpadden (Sacalia) zijn een geslacht van schildpadden uit de familie Geoemydidae. De groep werd voor het eerst wetenschappelijk beschreven door John Edward Gray in 1870.
Er zijn twee soorten die niet zo groot worden, de schildlengte's variëren van 14 tot 17 centimeter. De soorten zijn eenvoudig te herkennen aan de zogenaamde ocelli, of oog-vormige vlekken. Deze zitten echter niet op het schild, zoals bijvoorbeeld bij de pauwoogsierschildpad het geval is maar op de bovenzijde van de kop, twee grotere achteraan waar de nek begint en twee kleinere iets daarvoor, de grote en kleine vlek zijn iets versmolten maar de twee 'dubbele' vlekken staan uit elkaar. De vlekken hebben altijd een donker en afstekend midden en zijn niet zomaar verkleuringen van de huid, ze liggen wat verzonken in de huid en de huid is verhard, de vlekken zijn echter geen schubben.
Sacalia pseudoocellata (soms abusievelijk als Sacalia pseudo( )cellata geschreven) wordt soms als derde soort gezien, die wat afwijkende oogvlekken heeft en als hij ze al heeft ontbreekt het zwarte midden. Deze schildpad wordt hierom ook wel onechte pauwoogschildpad genoemd en de wetenschappelijke soortaanduiding betekent letterlijk nep (pseudo) oogvlek (ocellata). Biologen vermoeden dat het een kruising is tussen de andere twee Sacalia-soorten. Omdat Sacalia pseudoocellata zeer zeldzaam is in aantal en alleen voorkomt in de huidige Chinese provincie Hainan (waar beide andere soorten ook voorkomen) is er vrijwel niets over bekend. De andere twee soorten komen buiten Hainan ook voor in andere delen van China en in Vietnam, Sacalia quadriocellata daarnaast ook in Thailand.

## Taxonomie
Geslacht Sacalia
- Soort Pauwoogwaterschildpad (Sacalia bealei)
- Soort Sacalia quadriocellata